# غار بلیان
غار بلیان مربوط به دوران پیش از تاریخ ایران باستان است و در شهرستان کازرون، دامنه کوه تل گپ واقع شده و این اثر در تاریخ ۱۱ شهریور ۱۳۸۲ با شمارهٔ ثبت ۹۸۲۸ به‌عنوان یکی از آثار ملی ایران به ثبت رسیده است.